# استفانو زاناتا
استفانو زاناتا (ایتالیایی: Stefano Zanatta؛ زادهٔ ۲۸ ژانویهٔ ۱۹۶۴) دوچرخه‌سوار اهل ایتالیا است.